# مسرح كركلا الراقص

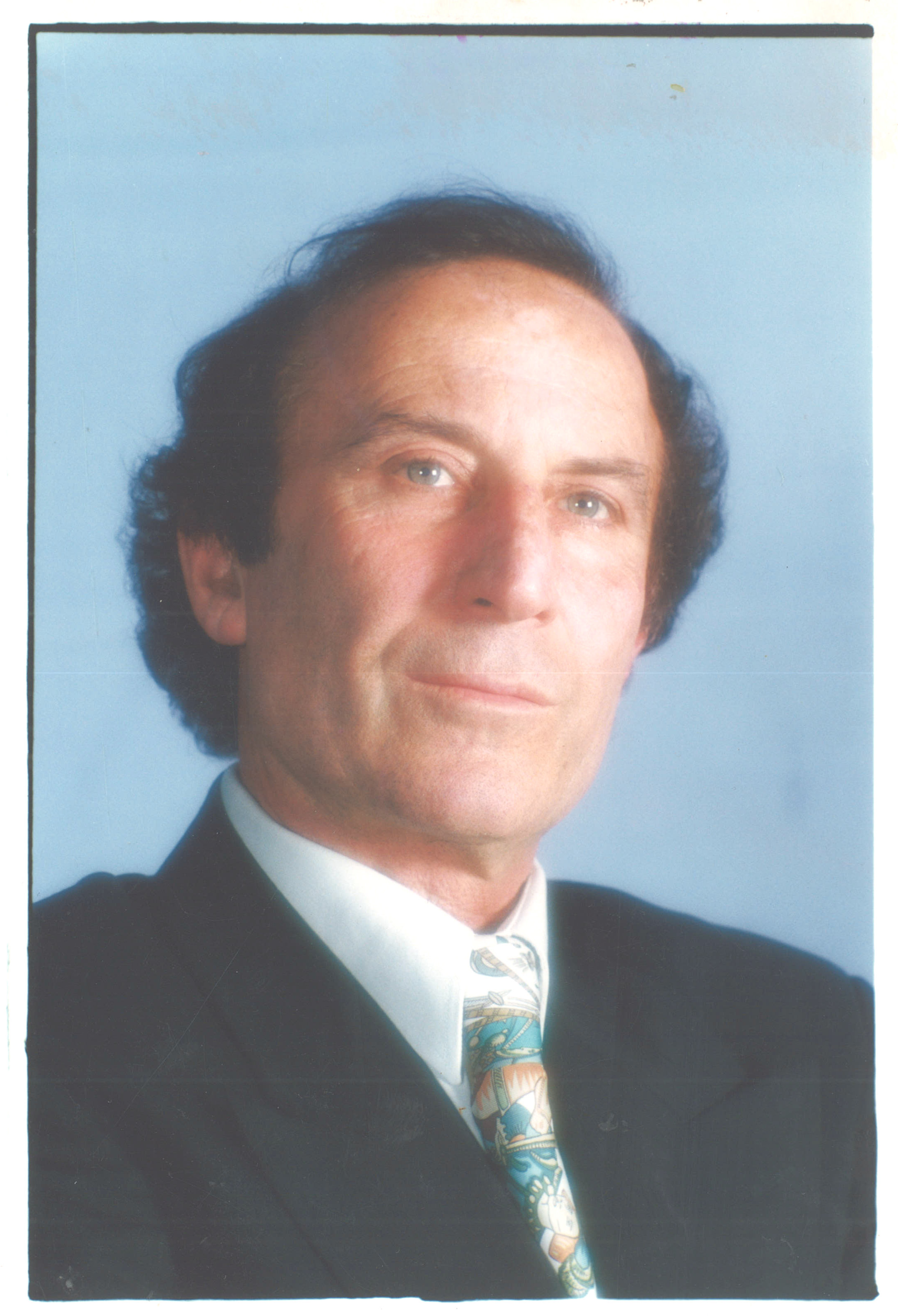
عبد الحليم كركلا؛ مؤسس الفرقة

مسرح كركلا أو فرقة كركلا هو أول مسرح عربي راقص، مؤسسه المايسترو اللبناني عبد الحليم كركلا، قدم أعماله على أهم مسارح العالم مثل مسرح «الكارنغي هول» في نيويورك و«الكندي سنتر» في واشنطن، وفي لوس أنجلس «باسادينا سيفيك سنتر»، وفي ديترويت على مسرح «فورد إديتوريوم»، وسادلرزويلز في لندن، ومسرح الشانزليزيه ومسرح «الألمبياد» في باريس وغيرها... كما كان للفرقة جولات وصولات في كل العالم العربي.

## تأسيس مسرح كركلا
أسس الفنان عبد الحليم كركلا مسرحه عام 1968، الذي ضمّ في ذلك الوقت نحو 15 راقصا وراقصة، وبدأ إبداعه الفني المتميز والمتكامل، يلوح في أفق لبنان والعالم العربي، مستوحياً أعماله المسرحية الراقصة من مسيرة بدوي في الصحراء، حيث الموسيقى الفطرية تنبعث من أقدام جمل أو فرس على رمال الصحراء.
الانطلاقة الأولى للفرقة كانت على أدراج معبد جوبيتير في بعلبك، وفي العالم 1972، شاركت الفرقة في مهرجانات أوساكا في اليابان، إذ حضر الحفل الأمير ميكازا ابن الإمبراطور.

## الأعمال المسرحية

### 1972: اليوم وبكرا ومبارح
تابعت الفرقة مسيرتها بعد عودتها من اليابان، فأكملت العمل على «اليوم، بكرا، مبارح»، وكان الافتتاح على مسرح جامعة «الكولبانكيان»، في بيروت عام 1972. لمع نجم كركلا، فذهبت الفرقة إلى طهران وقدمت العمل على مسرح شاه شاه بحضور الأمبراطورة فرح ديبا، التي دعت الفرقة بعد العرض إلى صالون الشرف لتهنئهم فردا فردا.

### 1974: غرائب العجائب وعجائب الغرائب
إفتتح العمل على مسرح الأونسكو في بيروت، وكان رائعاً، إلا أنه بعد ساعة، إنهمر الرصاص على السيارات العائدة إلى شرق بيروت، في العاشرة مساء من ذلك الليل المندرج في نيسان 1974 في كورنيش المزرعة- حي أبوشاكر، رصاص طال أجساد أفراد الفرقة، وكركلا وعائلته، رصاص شل جسد أميرة ماجد. في تلك الليلة أعلنت الحرب اللبنانية عن نفسها، وأشعلت شرارتها من دماء إيفان ومرسيل حرو وأميرة ماجد. وسط هذا الجنون والتمزق، كان من الضروري الحفاظ على وحدة الفرقة التي تعكس تركيبة العائلة اللبنانية، ولذلك أخذ كركلا ينتقل بالفرقة من المكان الملتهب إلى الآخر الآمن، حتى يتمكن من إجراء التدريبات وتحدي الجهل والظلمة المطبقين على البلد برمته. كانت كل مؤسسات الدولة قد شلت، ولكنه مسرح كركلا بقي متنقلاً حول العالم، يقدم العمل تلو الآخر. لقد عاشت الفرقة روح التحدي والاستجابة للقدر، فكان كلما كبر التحدي، كان النجاح أكبر.

### 1978: الخيام السود
قدم العمل على مسرح مدينة الحسين برعاية جلالة الملك الذي إستدعى كركلا، قائلاً «ذكرتونا بعماتنا وخالتنا، إنكم ثروة لثقافتنا العربية، إن الأردن بلدكم وشعب الأردن شعبكم»، وطلب كركلا حينها رعاية جلالة الملك للعمل ليتم تقديمه في لندن وباريس، فنظر جلالته نحو رئيس ديوانه عبد الحميد شرف قائلاً: «فليكن».
وفعلاً فقد قُدم "الخيام السود" في فرنسا في مسرح الشانزليزيه الذي يُعتبر من أهم المسارح العريقة في باريس. وكذلك في لندن على مسرح سادلرزويلز. حيث أشادت الصحف الفرنسية والبريطانية به، فقالت صحيفة Evening: "كشف النقاب عن سحر الشرق"، و"شاهدوها مهما كلف الأمر"، وكتبت صحيفة le monde:Voila des gens qui ne veulent pas imiter personne"، وغيرها.

### 1980: طلقة النور
بعد عودة كركلا من جولاته حول العالم إلى الأردن، قدم له وزير الثقافة في الأردن الشريف فواز شرف مجموعة من الكتب المتعلقة بالثورة العربية الكبرى ضد الحكم التركي، التي إنطلقت على يد الشريف حسين أمير مكة المكرمة. فعاد كركلا إلى لبنان مسحورا بفكرة النضال العربي، وقد استقر في فكره وخياله موضوع عمله الجديد الثورة العربية الكبرى، الذي أطلق عليه عنوان «نهاية التانغو العثماني»، فأثارت هذه المسرحية ردود فعل سياسية وضجيج إعلامي، دفع بالسفارة التركية لأن تطلب من كركلا إيقاف العمل متذرعة بأنه يعمل على فتح جرح قديم بين الأمة العربية والأمة التركية.
دخل كركلا في صراع مع المجهول وكان قد تعاقد على تقديم هذا العمل في البلاد العربية. فكانت الصدمة بوصول برقيات وبشكل يومي، تطلب من كركلا إما تأجيل العمل أو إلغائه، بإستثناء الأردن، ولقد لعب كل من وزير خارجية لبنان فؤاد بطرس والسفير عبد الرحمن الصلح دوراً مشرفا في مجابهة القرار التركي ولكن وللأسف لم تنجح المحاولات.
وبطلب من جلالة الملك، تم تسريع الافتتاح، واستضافة الفرقة في الأردن، ليكون رداً على الخارجية التركية. وبناء على طلب جلالة الملك تم استبدال عنوان «نهاية التانغو العثماني» بعنوان جديد «طلقة النور»، الطلقة التي أطلقها الشريف حسين في مكة إيذاناً بانطلاق الثورة العربية في الوطن العربي. وتم افتتاح العمل بحضور جلالته، وبحضور السفير التركي الذي ترك المسرح مغادراً بعد نهاية الفصل الأول.
شرح كركلا للعماد طلاس المتاعب التي واجهته بسبب البرقية التي أرسلتها وزارة الخارجية التركية إلى الدول العربية. فانتفض العماد، وقام بإستدعاء السفير التركي في سوريا إلى مكتبه، قائلاً له: ""إن هذا العمل من تاريخ أمتنا العربية وسيُقدم في سوريا".
وكانت المفاجأة باليوم الثاني بمجيء المخابرات السورية إلى جناح كركلا تطلب منه مرافقتها، ليجد نفسه في ديوان الرئيس حافظ الاسد، الذي أثنى على أعمال كركلا التي تحمل رمز الهوية والاجيال العربية.
ومن ثم أرسل جلالة الملك حسين هذا العمل، ليقدم في أميركا على مسرح «الكارنغي هول» في نيويورك و«الكندي سنتر» في واشنطن، وفي لوس أنجلس «باسادينا سيفيك سنتر»، وفي ديترويت على مسرح «فورد إديتوريوم»، وفي لندن على مسرح «سادلرزويلز».
وراح الإعلام العربي وعالمي يتناولان نجاحات الفرقة وإبداعاتها.

### 1982: حكاية كل زمان
توجه كركلا إلى أعمال شكسبير، وكان اختياره الأول مسرحية «ترويض الشرسة»، إذ وجد أنها أقرب في مضمونها إلى عاداتنا وعلاقة الرجل بالمرأة في الشرق العربي، فأطلق على العمل عنوان «حكاية كل زمان».
إشترك كلٌ من الفنانين زكي ناصيف ومارسيل خليفة وكركلا في تأليف النص الموسيقي، الذي ساهم كل منهما بإعطاء العمل عمقاً مشرقياً للموسيقى.
تم افتتاح «ترويض الشرسة» (حكاية كل زمان)، على مسرح الكازينو في بيروت حيث سطع من خلالها ضوء الأمل، حين كانت لاتزال أجواء وسعير الحرب اللبنانية يقطعان الأوصال ويحاصران العقول والنفوس. وتابعت الفرقة جولاتها العالمية إلى لندن وباريس وجميع الدول العربية.

### 1985: أصداء
حملت «أصداء» أزيز الرصاصات الأولى المنبئة بغيوم سود راحت تجتاح سماء لبنان؛ ولدت «أصداء» في حضن الخطر والموت مما أكسبها أهمية وقيمة إضافية، تضاف إلى قيمتها الفنية، وهي انها خرجت تتحدى الذين يعملون على إطفاء شعلة لبنان الحضارية.
تم افتتاح «أصداء» في الـla cite- جونيه، وكان فرحاً شعبياً كبيراً، بحيث تقاطر الناس من كافة المناطق اللبنانية لحضوره رغم علمهم بصعوبة العودة إلى بيوتهم، مما جعل الرئيس أمين الجميل يأتي بزوار لبنان لحضور العمل عدة مرات.
ثلاث سنوات، ومسرح الـLa cite –جونية، يضيق بالحشود؛ كما قُدم العمل في كل العالم العربي وفي باريس على مسرح «الألمبياد»، ينقل معاناة شعب وهدير إرادة وطنية، ولم تتوقف الفرقة لحظة، ذلك أن «أصداء» شكلت محطة جديدة للانطلاق.

### 1990: حلم ليلة شرق
ما أن دخل لبنان أواخر الثمنيات من القرن الماضي، حتى كان التمزق في مؤسساته الدستورية والإدارية قد بلغ ذروته، فكان لابد من رؤية جديدة فكانت «حلم ليلة صيف» ذاك الشعاع الشكسبيري الذي إخترق مخيلة كركلا.
استمرت الصعوبات وأخذت القذائف تطال منطقة جونية، مما أجبر كركلا على مغادرة المنطقة والذهاب إلى بعلبك. إلا أن التحدي أصبح مصدر فرح للفرقة، التي أمست تشكل مثالاً لوحدة العائلة اللبنانية على اختلاف مذاهبها.
وبقيت الفرقة في بعلبك تكمل نشاطها وتدريباتها، إلى أن زارها يوماً وليد بك جنبلاط، الذي قال لكركلا «إن مسرح بعقلين بتصرفك وفرقتكم بضيافتنا». وبعد أسبوع على زيارة وليد بك إلى دارة كركلا، يفاجأ الجميع بوصول 7 سيارات لتنقل الفرقة إلى أرض الشوف.
كان وليد بك قد أمَّن المسرح في بعقلين (مسرح فخر الدين)، وكذلك الإقامة في بيت الدين، وأمن كل شيء مطلوب لمتابعة الرسالة والتحدي لتكملة الحلم.
فكانت «حلم ليلة شرق» تلاقياً للشرق بالغرب، وتم الافتتاح في ديار وليد بك، بحضور جمهور يعبر عن وحدة وطنية ومن ثم في بيروت في مسرح الحكمة، بحضور الرئيس الياس الهراوي، مقدماً لكركلا أول وسام من الدولة اللبنانية، «وسام الأرز الوطني رتبة فارس»، ومن على خشبة المسرح أعلن نهاية الحرب اللبنانية. وتابع «حلم ليلة شرق» جولته في العالم حيث نال تنويه من مؤسسة شكسبير في بريطانيا، إذ قالوا لكركلا: «نشكرك لأنك عرفتنا على الوجه الشرقي لأعمال شكسبير».

### 1995: إليسار ملكة قرطاج
يقول كركلا: "كنت دائماً تلميذ ذاك العبقري، الذي شكل هوية لبنان، سعيد عقل، فلم ألقبه بالشاعر قط، لأنني لا يمكن أن أساويه بالشعراء، وهو الناطق كرسول من الله، لتمثيل الفكر اللبناني الإلهي بالكلمة المثقلة بقدسية التاريخ والأرض والإنسان، وبالشعرالمجنح الآتي من عوالم الآلهة إلى بني الإنسان.
كان يزرع في داخلي عزة النفس، وروح أبدية في حب لبنان.
قال لي: «يا كركلا أنت من عظماء لبنان، فعليك أن تحكي عن العظماء في تاريخ لبنان، عليك أن تحكي عن إليسار ملكة قرطاج». تهيبت العنوان، وأثار فضولي، حيث راح سعيد عقل يستطرد بالحديث عن إليسار، لأكتشف أن قصتها، من أروع القصص التي يمكن للمسرح أن يقدمها.
وبعدما ملأت كلماته خيالي رحت أمسرحها بأجمل مسرحية قدمت.
تم افتتاح العمل على مسرح قرطاج في تونس، حيث قُدم لكركلا وسام الثقافة من الرئيس بن علي، وتابعت إليسار جولتها في لندن وباريس والبرازيل وموسكو وغيرها.

### 1997: الأندلس المجد الضائع
عندما طرح كركلا على شاعر العصر سعيد عقل رؤيته، بالقيام بعمل عن الأندلس، رفض الشاعر الموضوع، لأنه عن العرب، فإستدرك كركلا ما يجب عليه قوله لمعلمه، فدعاه لغداء خاص، وقال له: «يا معلمي، إذا شعب حضاري إستعمر شعب همجي، ما رأيك بذلك؟» فأجاب الشاعر:«بكون عملهن أكبر خدمة إنو علمهن الحضارة»، فقال كركلا:«يا معلمي، هيك عملو العرب بالإسبان»، فأجابه قائلاً: «غلبتني وأقنعتني! سأكتب لك عن عرب الأمس وليس عن عرب اليوم».
في مسرحية «الأندلس المجد الضائع» أعيد افتتاح مهرجانات بعلبك، وعادت إليها الحياة بعد أن أسكتتها الحرب مدى عشرين عاماً. وتوجَها كبير مخرجي السينما في العالم صديق كركلا فرانكو زفيريلي، بحضوره الافتتاح على مدارج باخوس.
ثم وجه زيفريللي دعوة لفرقة كركلا بعملها «الأندلس المجد الضائع»، لتقوم بجولة في إيطاليا، بإشراف وزارة الثقافة الإيطالية. ومن ثم تابعت الفرقة جولتها العالمية وحلقت على أجنحة الأرز، بمسرحيتها الأندلسية على جميع مسارح أوروبا وأميركا والبرازيل وروسيا.

### 1999: بليلة قمر
تأثر كركلا بالحبكة المسرحية التي تحملها مسرحية شكسبير "Much Ado About Nothing" وما تحمله من معاني اجتماعية وإنسانية، من حب وحقد ومؤامرات وغيره، وكانت فرصةً جديدةً له ليطلق العنان لخياله الشرقي على متن خيال شكسبير، فأطلق على العمل عنوان «إمارة من ها الزمان».
شرح كركلا لمعلمه سعيد عقل مضمون العمل، فأُعجب به واستبدل له العنوان بعنوان جديد «بليلة قمر». وكتب له القصائد.
تم افتتاح العمل في بعلبك، وقُدم في كندا في مونريال وفي بريطانيا وفي باريس. وعلى ضوئها قدم رئيس الجمهورية اللبنانية اميل لحود لكركلا «وسام الأرز الوطني رتبة ضابط».

### 2002: ألفا ليلة وليلة
الشرق موطنِ السحر والجمالِ، موطن الأساطير والخيال، لا بدّ أن نستعين بموروثنا الشعبي من قصص وأساطير، من ألف ليلة وليلة.
تم افتتاح العمل في البيال برعاية الرئيس الحريري. وتابع مسرح كركلا جولته حول العالم، إلى بريطانيا، وكينيدي سنتر في واشنطن، وكندا مونريال على مسرح Place des Arts، والصين، والدول العربية.

### 2004: ملحمة نوفمبر مسيرة الكرامة
أنجز كركلا للجزائر عملاً يخلد الثورة الجزائرية، ملحمة «نوفمبر مسيرة الكرامة»، حيث قلده الرئيس بوتفليقة الوسام الأول عام 2004.

### 2007: فرسان القمر
هاتف الوزير مروان حمادة، كركلا، ناقلاً له رغبة الوزير القطري عبد الله عطية، بلقائه ليبلغه برغبة الشيخة موزة بالاجتماع إليه في قطر في مؤسسة قطر للعلوم.
وبعد ما يقارب الشهرين بعثت الشيخة موزة رسالة إلى كركلا، طالبة منه البدء بتحضير عمل فني يتناسب مع التراث العربي بصيغة معاصرة ليتم افتتاحه مع افتتاح دور المعاهد العلمية في قطر.
إفتتح العمل في قطر بحضور الرئيس بوش، وقدم في لبنان وغيرها من الدول العربية، وكذلك في واشنطن في مسرح كينيدي سنتر.

### 2008: تلمسان عاصمة الثقافة الإسلامية
قدم كركلا للجزائر مهرجانا فنياً في ذكرى «تلمسان عاصمة الثقافة الإسلامية».

### 2008: زايد والحلم
وجهت هيئة أبوظبي للثقافة والتراث، دعوة لكركلا، برغبة الهيئة بخلق عمل مسرحي له أبعاده الإنسانية والحضارية والتاريخية، تخليداً لذكرى القائد الشيخ زايد بن سلطان ليكون إنجازاً مسرحياً مضيئاً بمسيرته التي كان لها تأثيرها التاريخي في بناء دولة الإمارات.
تم الافتتاح في أبوظبي حيث قدم رئيس دولة الإمارات لكركلا أعلى وسام في الدولة «وسام الاستقلال» الذي لم يأخذه حتى الآن إلا نيلسون مانديلا وكركلا، ومن ثم تابع جولاته إلى بيروت وفرنسا وإنجلترا واميركا.

### 2009: أوبرا الضيعة
في عام 2009 صعد الرئيس سليمان والرئيس السنيورة إلى مسرح مهرجانات بعلبك ليهنئا الفرقة بعد تقديمها مسرحية «أوبرا الضيعة».
أوبرا الضيعة كانت بداية تاريخ جديد لمهرجانات بعلبك لما تحمله من قيم فنية سمفونية من الألحان والأزياء، وروعة من الإبداع، إذ أدخل كركلا الفنان الكبير وديع الصافي في المشهد الأخير، ليبارك هذه الظاهرة وبجانبه كوكبة من نجوم لبنان أبرزهم عاصي الحلاني، هدى حداد، جوزيف عازار، ومن أبرز الممثلين رفعت طربيه وغبريال يمين...
وبعد بعلبك، تابعت الفرقة جولاتها العالمية لتحمل العمل كالعادة إلى عواصم الحضارة في العالم.

### 2012: أبطال القدر
إستدعت الجزائر كركلا لإحياء الذكرى الخميسن لعيد الثورة ، فقدم مسرحية "ابطال القدر" وعلى ضوئها منحه الرئيس بوتفليقة أعلى وسام في الدولة الجزائرية "برتبة عميد" اعترافاً بإبداعه الفني المتكامل. وأطلق عليه لقب "كركلا صديق الجزائر"

### 2012: كان يا مكان
كان امتحان كبير، أن يقوم المخرج إيفان كركلا وبجانبه إليسار كركلا، بتحضير وإعداد هذا العمل لمهرجانات بيت الدين، وكركلا بعيد عنهما كونه كان متواجداً في الجزائر، وكان ذلك إثبات إلى أن مازرعه كركلا من رؤى فنية من موسيقى وأزياء وتصميم رقص، شمخت عالياً مع إيفان وإليسار ليأتي العمل واحداً من أنجح الأعمال التي قدمها مسرح كركلا.
وأعيد تقديمها على مسرح إيفوار بحضور الرئيس سليمان، الذي قدم «وسام الأرز الوطني رتبة ضابط» لإيفان كركلا. تابعت الفرقة جولاتها إلى الصين وإيطاليا والبلاد العربية ولايزال هذا العمل يتابع جولاته، ليقدم مجددا في أوبرا بكين في شباط 2016.

## وصلات خارجية
- https://www.caracallatheatre.com/